# Librairie orientaliste Paul Geuthner
Die Librairie orientaliste Paul Geuthner ist ein bedeutender auf Orientalistik spezialisierter französischer Verlag. Er wurde 1901 durch Paul Geuthner (1877–1949), gebürtig aus Leipzig, gegründet, der 1914 französischer Staatsbürger wurde. Nach seinem Tod 1949 übernahm sein Adoptivsohn Frédéric den Verlag.
Der Verlag war jahrzehntelang privilegierter Herausgeber der École nationale des langues orientales vivantes, bis sie 1971 zum Institut national des langues et civilisations orientales umbenannt wurde, und arbeitete mit weiteren kulturellen und wissenschaftlichen Institutionen zusammen, wie dem Museum Guimet.
1982 übernahm der Großneffe des Gründers die Leitung der Firma, die sich in dieser Zeit in finanziellen Schwierigkeiten befand. Gegen Ende der 1990er Jahre übergab er den Familienbetrieb an eine Gruppe französisch-libanesischer bibliophiler Geschäftsleute, darunter Myra Prince. Die Soziologin und Architektin libanesischer Herkunft wurde Leiterin der Firma, die nun als Société Nouvelle Librairie Orientaliste Paul Geuthner firmiert.